# 레너드 스위트

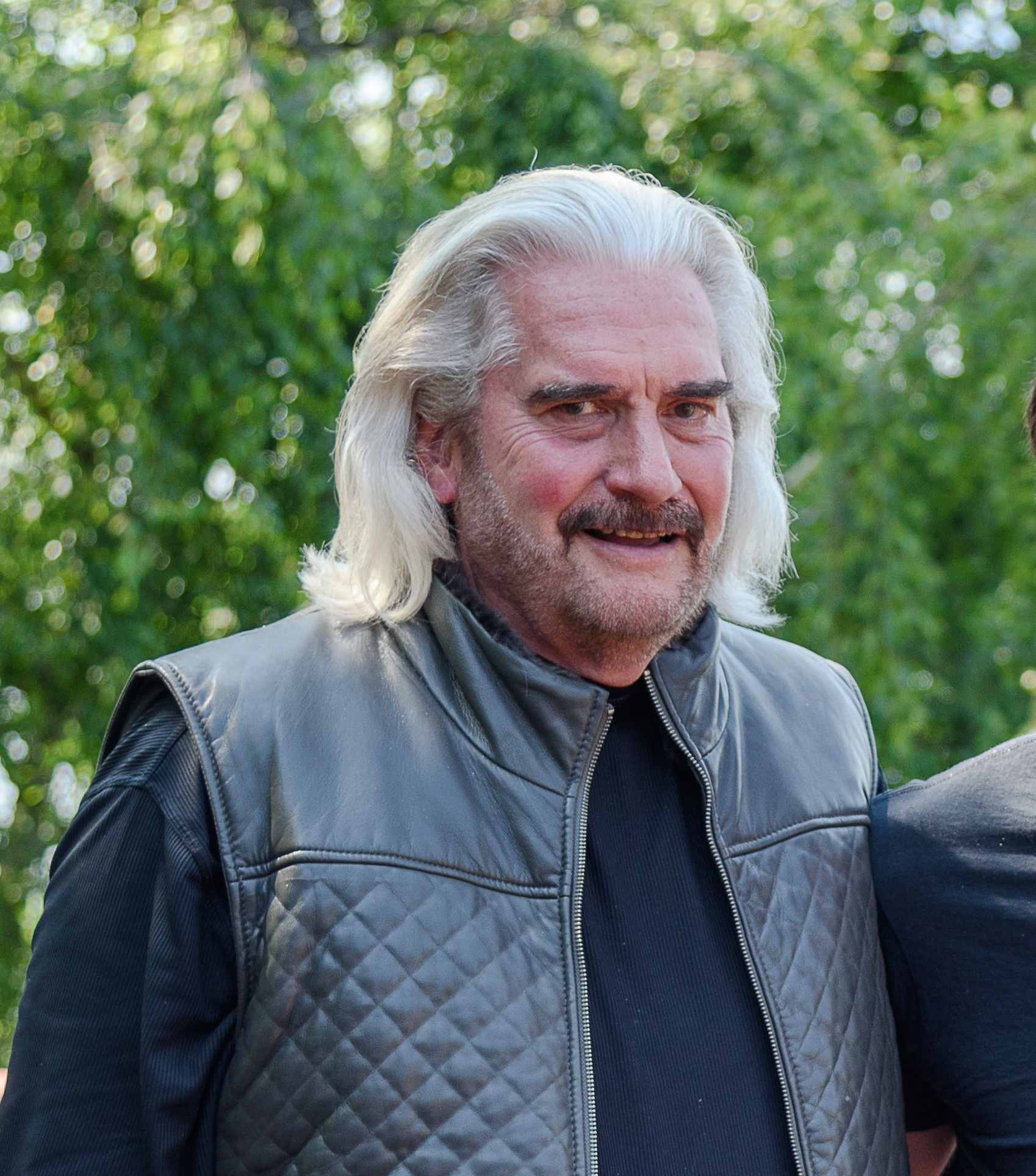

레너드 스위트(Leonard I. Sweet, 1961~)는 미국의 신학자, 기호학자, 교회사학자, 목회자,  대표적 개신교 미래학자이다. 스위트 목사는 현재 뉴저지 매디슨에 있는 드류 대학교 드류 신학교의 E. 스탠리 존스 명예 교수, 복음주의 신학교의 찰스 웨슬리 박사 과정 석좌 교수, 타버 칼리지의 석좌 방문 교수, 오리건주 포틀랜드에 있는 조지 폭스 대학교의 방문 석좌 교수로 재직하고 있다. 스위트 목사는 연합감리교회에서 안수를 받았다.
한국교회에게 큰 영향을 끼친 미국의 새들백교회와 윌로우크릭커뮤니티교회 등에 미래 교회를 위한 목회 패러다임을 제공한 것으로도 널리 알려져 있다. ‘통 매니페스토Tong Manifesto 컨퍼런스’, ‘21세기 동서동행 미래교회 컨퍼런스’ 등을 통해 한국 목회자와 신학생들에게 큰 관심을 받은 바 있다. 저서로는 「나를 미치게 하는 예수」 「귀 없는 리더? 귀있는 리더!」 「가장 고귀한 세 단어 I LOVE YOU」(이상 한국IVP), 「모던 시대의 교회는 가라」(좋은씨앗), 「교회 스타벅스에 가다」(국제제자훈련원), 「테블릿에서 테이블로」(예수전도단), 「저저스 스픽스」(요단) 등이 있다.

## 저서
- 『미래교회 성공 키워드 A to Z』(the language of the emerging church)
- 『의문을 벗고 신비 속으로』(Out of the question. into the mystery)
- 『귀 없는 리더? 귀 있는 리더!』(Summoned to lead)
- 『모던 시대의 교회는 가라』(Summoned to lead)
- 『영성과 감성을 하나로 묶는 미래교회』
- 『가장 고귀한 세 단어 I LOVE YOU』
- 『세상을 호흡하며 춤추는 영성』
- 『양자 영성』(Quantum Spirituality, 1991)

## 같이 보기
- 한국교회
- 한국교회와 다음세대